# Евстратов, Василий Фёдорович
Василий Фёдорович Евстра́тов (1908—1992) — советский химик-органик.

## Биография
Родился 30 января (12 февраля) 1908 года в Дубовке (ныне Думиничский район, Калужская область) в семье зажиточного крестьянина. Окончил начальное училище в Калуге, среднюю школу в Петрограде (1924), куда переехал вместе с родителями, Ленинградский университет (1930).
В 1930—1941 годах работал на предприятии по производству синтетического каучука.
Директор (1941—1943), заместитель директора института шинной промышленности (1943—1980). Профессор МИТХТ имени М. В. Ломоносова (с 1966 года), зав. кафедрой «Перспективные технологии и материалы для производства шин» с 1979 года.
Главные направления научной деятельности: физикохимия и технология эластомеров.

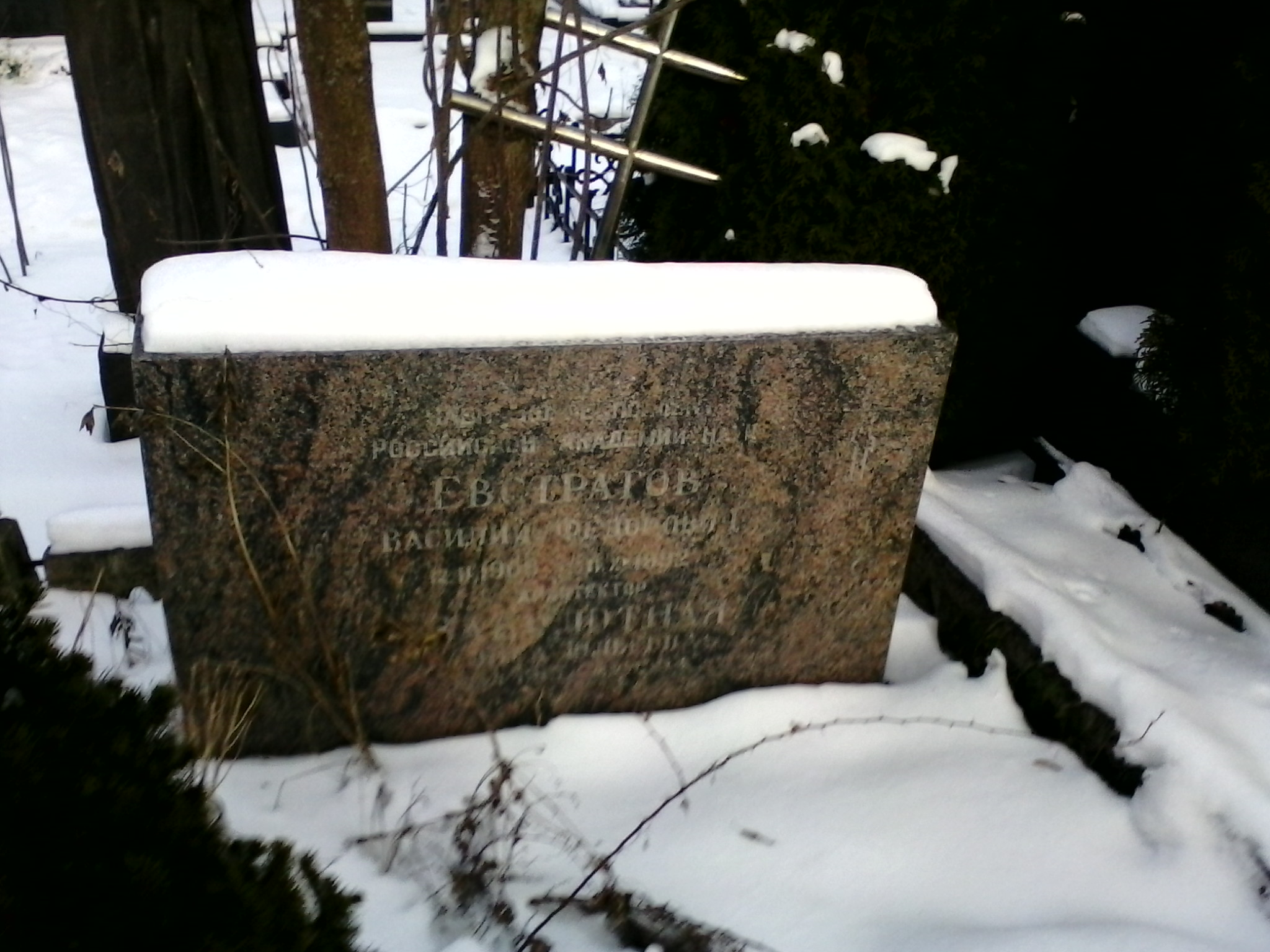
Могила Евстратова на Троекуровском кладбище Москвы.

В. Ф. Евстратов — один из организаторов отечественной шинной промышленности. Основные работы по изучению связи структуры и свойств синтетических каучуков с эксплуатационными характеристиками получаемых из них резин.
Кандидат (1938, утверждён без защиты диссертации) и доктор (1966) химических наук. Член-корреспондент АН СССР (1970) по Отделению общей и технической химии (химия высокомолекулярных соединений).
Умер 11 ноября 1992 года. Похоронен в Москве на Троекуровском кладбище.
Семья: жена Заболотная Алиса Юльевна (архитектор, 1913—1994), двое детей.

## Награды и премии
- грамота ЦК профсоюзов (1933) — за участие в пробеге Москва—Каракумы—Москва.
- орден Красной Звезды (1943)
- орден Трудового Красного Знамени (1945; 1975)
- Сталинская премия второй степени (1950) — за разработку конструкций, технологического процесса и промышленное освоение новых типов шин
- орден Ленина (1966)
- Ленинская премия (1967) — за разработку отечественных радиальных шин из синтетических каучуков для грузовых автомобилей и технологии их производства
- премия имени С. В. Лебедева (1989) — за серию работ «Научные основы создания резин из синтетического каучука»
- медали